# Anazarbus (stolica tytularna)
Anazarbus (łac. Archidiœcesis Anazarbensis) – stolica historycznej diecezji w Cesarstwie Rzymskim (prowincja Cilicia II), współcześnie w Turcji. Od XIV wieku katolickie biskupstwo tytularne, od 1964 nieobsadzone. W latach 1898–1931 istniała także oddzielna stolica tytularna dla hierarchów obrządku ormiańskiego.

## Arcybiskupi tytularni Anazarbus
| Lp. | Biskup                                  | Od                   | Do                   |
| --- | --------------------------------------- | -------------------- | -------------------- |
| 1   | Enrico Albi OPraem.                     | 7 sierpnia 1345      | brak danych          |
| 2   | Cuno di Krobsberg OP                    | 15 czerwca 1349      | brak danych          |
| 3   | Enrico OCist.                           | 1372                 | 1375                 |
| 4   | Eiringo                                 | 1431                 | 1439                 |
| 5   | Giuseppe Saporiti                       | 8 kwietnia 1726      | 20 lutego 1746       |
| 6   | Isidro Alfonso Cavanillas               | 9 kwietnia 1753      | 12 maja 1755         |
| 7   | Gerolamo Formagliari                    | 21 lipca 1760        | 1781                 |
| 8   | Romain-Frédéric Gallard                 | 21 lutego 1839       | 28 września 1839     |
| 9   | Andon Hassoun                           | 7 czerwca 1842       | 2 sierpnia 1846      |
| 10  | Giorgio Labella OFMRef.                 | 4 czerwca 1847       | 27 października 1860 |
| 11  | Charles Petre Eyre                      | 11 grudnia 1968      | 15 marca 1878        |
| 12  | John Baptist Salpointe                  | 3 sierpnia 1884      | 18 sierpnia 1885     |
| 13  | Michael Logue                           | 19 kwietnia 1887     | 3 grudnia 1887       |
| 14  | François Laurencin                      | 1 czerwca 1888       | 18 grudnia 1892      |
| 15  | Joaquín Larraín Gandarillas             | 15 czerwca 1893      | 26 września 1897     |
| 16  | Raimondo Ingheo-Ledda                   | 16 grudnia 1907      | 8 lipca 1911         |
| 17  | Cláudio José Gonçalves Ponce de Leão CM | 9 czerwca 1912       | 27 maja 1924         |
| 18  | Raymund Netzhammer OSB                  | 14 lipca 1924        | 18 września 1945     |
| 19  | Michel Akras                            | 27 października 1945 | 5 lutego 1947        |
| 20  | Heinrich Döring SJ                      | 15 stycznia 1948     | 17 grudnia 1951      |
| 21  | Joseph-Marie Le Gouaze                  | 24 czerwca 1955      | 31 lipca 1964        |

## Biskup tytularny Anazarbus degli Armeni
| Lp. | Biskup          | Od               | Do                   |
| --- | --------------- | ---------------- | -------------------- |
| 1   | Awedis Arpiaran | 20 kwietnia 1898 | 27 sierpnia 1911     |
| 1   | Awedis Arpiaran | 25 czerwca 1928  | 16 października 1931 |